# Irfan Makki
Irfan Makki (in Urdu : عرفان مکی ) (Pakistan, 30 ottobre 1975) è un cantautore pakistano naturalizzato canadese.

## Carriera
Dopo aver firmato con la Awakening Music, ha pubblicato l'album I Believe, con 13 tracce. La canzone "I Believe", con il musicista svedese-libanese Maher Zain, è stata pubblicata come singolo accompagnato da un video musicale.

## Discografia

### Album[2][3][4][5]
| Anno | Titolo    | Etichetta discografica |
| ---- | --------- | ---------------------- |
| 1997 | Reminisce | -                      |
| 2006 | Salam     | Sound Vision           |
| 2011 | I Believe | Awakening Music        |

## Videografia
- 2011: I Believe (con Maher Zain)